# Dziewczynka w trampkach
Dziewczynka w trampkach (arab. وجدة (Wadżda)) – saudyjski film dramatyczny z 2012 w reżyserii Haify al Mansour. Był to pierwszy saudyjski film fabularny. Został zgłoszony do rywalizacji o Oscara, jednak nie został nominowany. W 2014 był nominowany do nagrody BAFTA w kategorii najlepszy film nieanglojęzyczny i do Nagrody Satelita za najlepszy film zagraniczny.

## Fabuła
Wadżda, 10-letnia mieszkanka Rijadu, marzy o posiadaniu zielonego roweru, którym mogłaby ścigać się z przyjacielem Abdullahem, chłopcem z sąsiedztwa. Jednak jeżdżenie rowerem przez dziewczynki jest źle widziane i matka odmawia kupienia roweru córce. Wadżda próbuje zdobyć pieniądze przez sprzedaż mixtape'ów i bransoletek koleżankom z klasy i pełniąc rolę pośrednika starszych uczennic, które nastawiają ją przeciwko surowej i konserwatywnej dyrektorce szkoły. Jednocześnie jej matka zajmuje się pracą (do której ma bardzo niedogodny dojazd), i perypetiami z mężem, który zastanawia się nad poślubieniem drugiej żony, ponieważ matka Wadżdy nie może mieć więcej dzieci. Wadżda decyduje się wziąć udział w konkursie recytacji Koranu, w którym główną nagrodą jest tysiąc riali, co wystarczyłoby na zakup roweru. Jej wysiłki przy uczeniu się wersetów na pamięć robią wrażenie na jej nauczycielce i pozwalają jej wygrać konkurs, jednak po zwycięstwie w konkursie Wadżda szokuje jury, ogłaszając zamiar kupienia roweru za pieniądze z wygranej. Dyrektorka szkoły decyduje, że zamiast tego, cała kwota z wygranej zostanie przeznaczona na pomoc mieszkańcom Palestyny. Wadżda przygnębiona wraca do domu i tam dowiaduje się, że jej ojciec opuścił ją i matkę i poślubił drugą żonę, a matka kupiła dla niej zielony rower. Następnego dnia wygrywa wyścig z Abdullahem.

## Obsada
- Reem Abdullah jako matka
- Waad Mohammed jako Wadżda
- Abdullrahman Al Gohani jako Abdullah
- Sultan Al Assaf jako ojciec
- Ahd Kamel jako Pani Hussa
- Ibrahim Al Mozael jako właściciel sklepu
- Nouf Saad jako nauczycielka
- Rafa Al Sanea jako Fatima

## Oceny
- Film zyskał uznanie krytyków. Serwis Rotten Tomatoes na podstawie opinii ze 103 recenzji przyznał mu wynik 99%[4].

## Źródła i linki zewnętrzne
- Dziewczynka w trampkach w bazie IMDb (ang.)
- Dziewczynka w trampkach w bazie Filmweb